# Ibrahima Bakayoko
Pour les articles homonymes, voir Bakayoko.
Ibrahima Bakayoko est un footballeur international ivoirien, né le 31 décembre 1976 à Séguéla (Côte d'Ivoire).

## Biographie
C'est en 1995 qu'Ibrahima décide de venir en Europe. Après un essai au FC Sion non concluant, c'est Roger Milla, alors recruteur en Afrique pour le Montpellier HSC, qui le découvre lors d'un match contre l'ASEC Abidjan. 
Durant sa première saison au Montpellier HSC, il intègre le centre de formation avec qui il gagne la Coupe Gambardella en fin d'année, après avoir débuté en première division. Il réussit quelques bonnes performances, notamment à Lille (où le MHSC ne s'était jamais imposé) où il inscrit un triplé en moins de 15 minutes. Alors qu'il est le « chouchou » de la Mosson, il décide de répondre favorablement à une offre du club anglais d'Everton. Dans l'opération Montpellier HSC empoche 45 millions de Francs.
Son exil ne dure qu'une saison. Il marque 4 buts en 23 matchs mais l'entraîneur ne désire pas le conserver. Il rejoint alors l'Olympique de Marseille pour 40 millions de Francs en juin 1999.
Capitaine des éléphants de Côte d'Ivoire, il fait une bonne partie de sa carrière à l'Olympique de Marseille, où il laissera un souvenir mitigé. Bakayoko est souvent décrit comme un joueur capable du meilleur comme du pire. Les supporters de l'OM n'hésitaient ainsi pas à qualifier de Baka ou Bakayokade un loupé monumental, par exemple louper un but dans une cage vide. Pour son dernier match avec l'Olympique de Marseille contre Guingamp, il rata le cadre de la cage vide, à 1 mètre de la ligne, mettant le ballon au-dessus de la transversale alors que le ballon était à terre. Lors du même match, il marqua un but bien plus dur à réaliser, angle fermé, qui donna la victoire à l'OM dans le temps additionnel.
Bakayoko est également connu pour son légendaire coup franc contre Montpellier où placé plein axe à la limite de la surface de réparation, il mit un boulet de canon qui finit dans les tribunes, avec une trajectoire insensée, sa frappe étant beaucoup trop enlevée.
Véritable globe trotter depuis son départ de l’OM en août 2003, l’attaquant international ivoirien a successivement évolué à Osasuna, Istres, Livourne et Messine avec peu de réussite.
En août 2007, il est annoncé dans les médias qu'une information judiciaire est ouverte pour « non-représentation d'enfants » par son ex-concubine, Aïcha Faye, une ancienne Miss Sénégal, alors que les droits de plusieurs pays s'opposent.
Après une bonne saison 2007-2008 à l'AEL Larissa, il aide le club à terminer 6e.
En fin de saison, il signe au PAOK Salonique. Il réussit une bonne saison, marque 8 buts en 30 matchs, son club finit à la deuxième position du classement général mais s'écroule lors de la phase de Playoff de qualification pour la Coupe d'Europe contre l'AEK, le Panathinaïkos et Larissa. Le club termine finalement 4e du championnat 2008-2009. 
Après une saison, il rejoint le club promu en Superleague Elláda (D1) du PAS Giannina La saison 2009-10 est compliquée et le club redescend en Bêta Ethnikí (D2). Le PAS atteint tout de même les demi-finales de la Coupe de Grèce face au Panathinaïkos (1-3 puis 0-0). La saison suivante est plus réussie, il termine meilleur buteur avec 19 buts et aide son club à terminer vice-champion derrière le Panetolikós FC.
En 2011-12, il inscrit 7 buts en 24 matchs et aide son club à terminer 8e en championnat.
En 2012, il signe un contrat d'un an avec l'Olympiakos Volos.
Le 31 janvier 2014, il s'engage avec le club de CFA du Stade bordelais. À 37 ans, il déclare « J'avais terminé mon contrat en Grèce et je souhaitais rentrer en France. Ma relation d'amitié avec Lassina Diabaté m'a fait choisir Bordeaux. Lilian Laslandes a évoqué avec moi la possibilité de jouer au Stade bordelais. Cette perspective m'a intéressé ».

## Carrière
| Saison              | Club                   | Pays          | Championnat       | Championnat | Championnat | Championnat  | Championnat  | Europe | Europe | Europe |
| Saison              | Club                   | Pays          | Division          | Matchs      | Buts        | Cartons      | Cartons      | Coupe  | Matchs | Buts   |
| ------------------- | ---------------------- | ------------- | ----------------- | ----------- | ----------- | ------------ | ------------ | ------ | ------ | ------ |
| Saison              | Club                   | Pays          | Division          | Matchs      | Buts        | Carton jaune | Carton rouge | Coupe  | Matchs | Buts   |
| 1994                | Stade d'Abidjan        | Côte d'Ivoire | Superdivision     | 30          | 2           | -            | -            | -      | -      | -      |
| 1995                | Stade d'Abidjan        | Côte d'Ivoire | Superdivision     | 34          | 10          | -            | -            | /      | -      | -      |
| 1995 - 1996         | Montpellier HSC        | France        | Ligue 1           | 14          | 0           | 3            | 0            | /      | -      | -      |
| 1996 - 1997         | Montpellier HSC        | France        | Ligue 1           | 27          | 13          | 8            | 0            | C3     | 2      | 0      |
| 1997 - 1998         | Montpellier HSC        | France        | Ligue 1           | 28          | 7           | 4            | 0            | C4     | 4      | 1      |
| Août- Octobre 1998  | Montpellier HSC        | France        | Ligue 1           | 7           | 4           | 1            | 0            | /      | -      | -      |
| Octobre 1998 - 1999 | Everton                | Angleterre    | Premier League    | 23          | 4           | 3            | 0            | /      | -      | -      |
| 1999 - 2000         | Olympique de Marseille | France        | Ligue 1           | 23          | 8           | 5            | 0            | C1     | 8      | 3      |
| 2000 - 2001         | Olympique de Marseille | France        | Ligue 1           | 26          | 3           | 2            | 0            | /      | -      | -      |
| 2001 - 2002         | Olympique de Marseille | France        | Ligue 1           | 26          | 8           | 0            | 0            | /      | -      | -      |
| 2002 - 2003         | Olympique de Marseille | France        | Ligue 1           | 37          | 8           | 1            | 1            | /      | -      | -      |
| Août 2003           | Olympique de Marseille | France        | Ligue 1           | 3           | 1           | 0            | 0            | /      | -      | -      |
| 2003 - 2004         | Osasuna Pampelune      | Espagne       | Liga              | 26          | 4           | 3            | 1            | /      | -      | -      |
| 2004 - Janvier 2005 | Osasuna Pampelune      | Espagne       | Liga              | 0           | 0           | 0            | 0            | /      | -      | -      |
| Janvier - Août 2005 | FC Istres              | France        | Ligue 1           | 15          | 3           | 0            | 0            | /      | -      | -      |
| 2005 - 2006         | Livourne               | Italie        | Serie A           | 21          | 1           | ?            | ?            | /      | -      | -      |
| 2006 - Janvier 2007 | Livourne               | Italie        | Serie A           | 16          | 3           | 1            | ?            | C3     | 5      | 1      |
| Janvier - Août 2007 | Messine                | Italie        | Serie A           | 21          | 1           | 0            | 0            | /      | -      | -      |
| 2007 - 2008         | Larissa                | Grèce         | Super League      | 25          | 2           | 7            | 1            | C3     | 5      | 1      |
| 2008 - 2009         | PAOK Salonique         | Grèce         | Super League      | 30          | 8           | 3            | 0            | /      | -      | -      |
| 2009 - 2010         | PAS Giannina           | Grèce         | Super League      | 24          | 4           | 3            | 0            | /      | -      | -      |
| 2010 - 2011         | PAS Giannina           | Grèce         | Bêta Ethnikí (D2) | 30          | 19          | 1            | 0            | /      | -      | -      |
| 2011 - 2012         | PAS Giannina           | Grèce         | Super League      | 24          | 7           | -            | -            | -      | -      | -      |
| 2012 - 2013         | Olympiakos Volos       | Grèce         | Bêta Ethnikí (D2) | 12          | 0           | -            | -            | -      | -      | -      |
| 2013 - jan 2014     | Olympiakos Volos       | Grèce         | Bêta Ethnikí (D2) | -           | -           | -            | -            | -      | -      | -      |
| jan 2014 - 2014     | Stade bordelais        | France        | CFA               | -           | -           | -            | -            | -      | -      | -      |

## Palmarès
- Vice-champion de Grèce (D2) 2011 avec le PAS Giannina.

- Vainqueur de la Coupe Gambardella 1996 avec Montpellier.

## Distinction
- Meilleur buteur de la Coupe de France en 1996-1997 (3 buts)[réf. nécessaire]
- Meilleur buteur de la zone Afrique lors des éliminatoires de la Coupe du monde 2002 (10 buts)
- Meilleur buteur du championnat de Grèce (D2) en 2011 avec le PAS Giannina.